# Amsacta punctistriga
Amsacta punctistriga là một loài bướm đêm thuộc phân họ Arctiinae, họ Erebidae.